# エレーヌ・ベール
エレーヌ・ベール（Helene Berr、1921年3月27日 - 1945年4月10日）は、ユダヤ系フランス人女性。ホロコースト犠牲者。第二次世界大戦中、ユダヤ人迫害の中での日々をつづった『エレーヌ・ベールの日記』("Journal")を残す。フランスでは「フランスのアンネ・フランク」と呼ばれる。ただ日記執筆当時の年齢はかなり違い、こちらは大学院生で、日記の内容にはかなりの隔たりがある。

## 生涯
彼女はパリに生まれる。父、レイモン・ベールは、アルザス地方のユダヤ系名家の出身で、エコール・ポリテクニック、パリ国立高等鉱業学校の卒で、化学企業キュルマン社の副社長。戦功十字章とレジオンドヌール勲章を受ける。母方のロドリゲス＝エリ家は、南フランスのユダヤ系旧家。エレーヌは、日記を書き始めた当時、ソルボンヌ大学英文学部の修士課程に学び、修士論文を執筆中であった。彼女はヴァイオリンを弾き、文学と音楽を愛好していた。
1942年6月、父親が逮捕され、パリ郊外のドランシー収容所に拘禁され、これを機にエレーヌは、UGIF（フランス・ユダヤ教徒連合）でボランティアとして活動を始める。収容所への強制移送などで両親と引き離された子どもたちの世話がその中心だった。合わせて非合法の臨時共済会でユダヤ系の子どもたちを匿う仕事もやっていた。1943年7月30日にUGIFに手入れがあり、多くの仲間が逮捕され、強制移送される。父親は多額の補償金を支払い、3ヵ月で釈放されたが、パリから外に出ることができず、絶えず監視の目にさらされることとなる。一家は1944年3月8日に逮捕され、ドランシー収容所からアウシュヴィッツ強制収容所に送られる。両親はそこで殺されたが、エレーヌは、1944年10月末、北ドイツのベルゲン・ベルゼン強制収容所に移される。1945年4月初め、この収容所がイギリス軍に解放される5日前に看守によって撲殺された。

## 日記
日記は、エレーヌからベール家の料理人アンドレ・パルディオに託され、終戦後、本人の希望により、恋人ジャン・モラヴィエキに手渡され、生き残った家族もそのコピーを保管していた。エレーヌの姪マリエット・ジョブが、エレーヌの死後60年を経て、遺族の了承を得て2008年タランディエ出版から刊行。日記の原文は、パリのショアー（ユダヤ人大虐殺）記念館で見ることができる。

## 著作
- "Journal" 2008年（『エレーヌ・ベールの日記』2009年、岩波書店）